# مارتن پدرسن (تنیس‌باز)
 مارتن پدرسن (انگلیسی: Martin Pedersen؛ زاده ۱۵ ژوئن ۱۹۸۷) یک تنیس‌باز اهل دانمارک است. 